# يونيس هوتو
يونيس هوتو (بالإنجليزية: Eunice Hutto)‏ هي مُدرسة أمريكية، ولدت في 18 ديسمبر 1904، وتوفيت في 22 أغسطس 1947 بسبب ابيضاض الدم.